# 다문화 고부 열전
《다문화 고부열전》은 금요일 저녁 7시 50분에 EBS 1TV에서 방송되는 외국인 며느리와 한국인 시어머니간의 이야기를 그린 다큐멘터리 프로그램이다. KT, SK브로드밴드, LG유플러스 IPTV VOD 서비스에서도 시청 가능하다.

## 방송 시간
| 방송 채널 | 방송 기간                          | 방송 시간                               | 방송 시간                               | 비고      |
| --------- | ---------------------------------- | --------------------------------------- | --------------------------------------- | --------- |
| EBS 1TV   | 2013년 10월 18일 ~ 2014년 2월 21일 | 매주 금요일 밤 10시 45분 ~ 밤 11시 35분 | 매주 금요일 밤 10시 45분 ~ 밤 11시 35분 | 독립 편성 |
| EBS 1TV   | 2014년 2월 27일 ~ 2018년 2월 22일  | 매주 목요일 밤 10시 45분 ~ 밤 11시 35분 | 매주 목요일 밤 10시 45분 ~ 밤 11시 35분 | 독립 편성 |
| EBS 1TV   | 2020년 8월 27일 ~ 2020년 11월 19일 | 매주 목요일 밤 10시 45분 ~ 밤 11시 35분 | 매주 목요일 밤 10시 45분 ~ 밤 11시 35분 | 독립 편성 |
| EBS 1TV   | 2021년 1월 21일 ~ 2021년 3월 25일  | 매주 목요일 밤 10시 45분 ~ 밤 11시 35분 | 매주 목요일 밤 10시 45분 ~ 밤 11시 35분 | 독립 편성 |
| EBS 1TV   | 2018년 3월 1일 ~ 2019년 6월 27일   | 매주 목요일 밤 10시 45분 ~ 밤 11시 55분 | 매주 목요일 밤 10시 45분 ~ 밤 11시 55분 | 독립 편성 |
| EBS 1TV   | 2019년 7월 4일 ~ 8월 15일          |                                         |                                         |           |
| EBS 1TV   | 1부                                | 매주 목요일 밤 10시 45분 ~ 11시 20분    | 분리 편성                               |           |
| EBS 1TV   | 2부                                | 매주 목요일 밤 11시 20분 ~ 11시 55분    | 분리 편성                               |           |
| EBS 1TV   | 2019년 8월 26일 ~ 2020년 1월 27일  |                                         | 분리 편성                               |           |
| EBS 1TV   | 1부                                | 매주 월요일 밤 10시 45분 ~ 11시 10분    | 분리 편성                               |           |
| EBS 1TV   | 2부                                | 매주 월요일 밤 11시 10분 ~ 11시 35분    | 분리 편성                               |           |
| EBS 1TV   | 2020년 2월 3일 ~ 3월 23일          | 매주 월요일 밤 10시 45분 ~ 밤 11시 35분 | 매주 월요일 밤 10시 45분 ~ 밤 11시 35분 | 독립 편성 |
| EBS 1TV   | 2020년 4월 2일 ~ 8월 13일          | 매주 목요일 밤 10시 40분 ~ 밤 11시 30분 | 매주 목요일 밤 10시 40분 ~ 밤 11시 30분 | 독립 편성 |
| EBS 1TV   | 2021년 4월 2일 ~ 8월 13일          | 매주 금요일 저녁 7시 50분 ~ 8시 40분    | 매주 금요일 저녁 7시 50분 ~ 8시 40분    | 독립 편성 |

## 내레이션
- 송도순
- 김정애
- 김지영
- 구민선
- 박미선
- 전영미
- 이숙
- 오영실
- 양희경
- 성병숙
- 사미자
- 선우용여
- 최수민
- 홍승옥

## 같이 보기
- 러브 인 아시아
- 삼청동 외할머니
- 헬로! 이방인
- 글로벌 아빠 찾아 삼만리
- 미녀들의 수다
- 비정상회담
- 이웃집 찰스
- 글로벌 남편백서 내편, 남편
- 어서와~ 한국은 처음이지?
- 대한외국인
- 남의 나라 살아요 - 선 넘은 패밀리